# Мазрек
Мазрек (алб. Mazrek) је насељено место у општини Призрен, на Косову и Метохији. Према попису становништва из 2011. у насељу је живело 1.077 становника.

## Становништво
Према попису из 2011. године, Мазрек има следећи етнички састав становништва:
| Националност | 2011.          |
| Албанци      | 1.076 (99,90%) |
| недоступно   | 1 (0,10%)      |
| Укупно       | 1.077          |

| Демографија | Демографија | Демографија |
| Година      | Становника  | Становника  |
| ----------- | ----------- | ----------- |
| 1948.       | 271         |             |
| 1953.       | 275         |             |
| 1961.       | 322         |             |
| 1971.       | 432         |             |
| 1981.       | 640         |             |
| 1991.       | 891         |             |
| 2011.       | 1.077       |             |